# 福井県道255号牧福島上荒川線
福井県道255号牧福島上荒川線（ふくいけんどう255ごう まきふくしまかみあらかわせん）は福井県吉田郡永平寺町内に終始する国道と国道を結ぶ一般県道である。

## 路線概要
国道416号より九頭竜川から離れるようにして内陸部を進み、再び国道416号に至る路線である。終点の交差点をそのまま直進すると市荒川大橋を越えて勝山市に至るため、実質的には勝山市と永平寺町を結ぶという役割も担っている。また、上記の通り九頭竜川沿いを進む国道416号が洪水などにより不通となった場合の迂回路としての役割も重要となっている。

### 路線データ
- 起点：福井県吉田郡永平寺町牧福島
- 終点：同町市荒川

## 道路状況
片側1車線の確保された一般的な県道である。沿線は商店が並び、旧上志比村村域において重要な道路であることが窺い知れる。そのため、村内では交通量が多い路線に分類され、通勤帰宅時間帯には渋滞が起こることもある。しかしそれ以外の時間帯ではそれ程の混雑も見られない田舎の県道という雰囲気である。

## 接続路線
- 国道416号（起点・終点）
- 福井県道168号藤巻下荒井線
- 福井県道254号上志比インター線（起点）

## 沿線
- 興行寺
- えちぜん鉄道勝山永平寺線 越前竹原駅、山王駅